# Видок (свидетель)
Видо́к (от слова видеть) — один из видов свидетелей по древнерусскому судебному праву. Впервые упоминается в Русской Правде XI века. В отличие от послуха, который только слышал что-то о событии, видок являлся непосредственным очевидцем случая, ставшего предметом судебного разбирательства. Разделение свидетелей на «послухов» и «видоков» исчезает к моменту выхода Судебника 1497 года. С этого момента все свидетели называются «послухами».
Для доказательства своей позиции по некоторым гражданским и уголовным делам требовалось определённое число свидетелей (например, два свидетеля заключения договора купли-продажи, два видока при оскорблении действием).